# Hackintosh

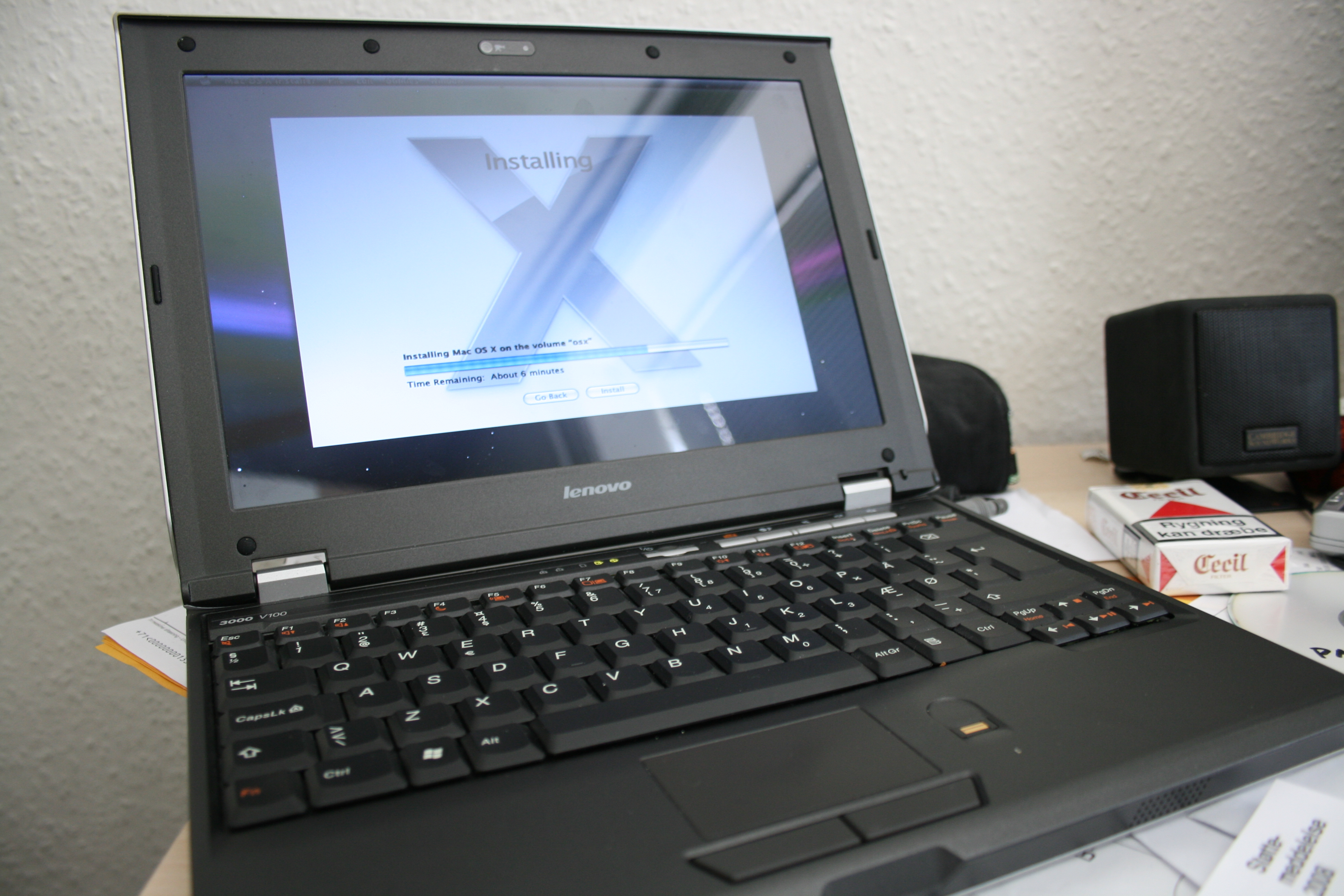
Mac OS X v10.5 instalándose en un ordenador portátil Lenovo 3000 v100.

Se conoce como Hackintosh (un acrónimo de "hack" y "Macintosh") a cualquier máquina no fabricada por Apple capaz de ejecutar el sistema operativo de las computadoras Macintosh: MacOS. Un Hackintosh es un Mac clónico, que gracias a la concordancia de componentes con los Mac oficiales consiguen ejecutar el sistema con una serie de modificaciones y arreglos.
En los inicios de esta práctica, algunas empresas vendían ordenadores usando este método de forma alegal, pero cesaron por denuncias presentadas por Apple (para más información, ver Clones de Macintosh del artículo Mac OS).
Desde 2006 hasta 2020, Apple integró los procesadores Intel en todos sus ordenadores, permitiendo así la práctica mencionada; los usuarios crearon grandes foros y comunidades alrededor de este método y pronto surgieron los bootloaders, como Clover y Opencore, que fueron clave en generalizar y facilitar la creación de estos clones.
A partir del 2020, Apple empezó a cambiar la arquitectura X86 con Intel de sus ordenadores por sus propios procesadores propietarios ARM, llamados Apple Silicon. Estos revolucionaron el mercado por su potencia, necesidad menor de refrigeración y tamaño, ampliando las posibilidades de la marca en el sector. Esto marca por ahora un fin a cómo el proyecto Hackintosh funciona, ya que los próximos sistemas MacOS que se lancen no serán compatibles con X86.Varias comunidades están investigando posibles métodos para continuar esta práctica.

## Empresas
- Bizon Computers (Rusia)
- PearC (Alemania)
- PearC.Iberia (España)
- Psystar (Estados Unidos)
- Quo Computer (Estados Unidos)
- OpenPro (Argentina)